# Сент-Меріс (Пенсільванія)
Сент-Меріс (англ. St. Marys) — місто (англ. city) в США, в окрузі Елк штату Пенсільванія. Населення — 12 738 осіб (2020).

## Географія
Сент-Меріс розташований за координатами 41°27′19″ пн. ш. 78°31′12″ зх. д. / 41.45528° пн. ш. 78.52000° зх. д. (41.455283, -78.519875).  За даними Бюро перепису населення США в 2010 році місто мало площу 257,76 км², з яких 257,24 км² — суходіл та 0,52 км² — водойми.

## Демографія
Згідно з переписом 2010 року, у місті мешкало 13 070 осіб у 5579 домогосподарствах у складі 3695 родин. Густота населення становила 51 особа/км².  Було 6124 помешкання (24/км²).
Расовий склад населення:
| - 98,5 % — білих - 0,4 % — азіатів - 0,3 % — чорних або афроамериканців - 0,1 % — корінних американців |

До двох чи більше рас належало 0,6 %. Частка іспаномовних становила 0,4 % від усіх жителів.
За віковим діапазоном населення розподілялося таким чином: 20,1 % — особи молодші 18 років, 59,5 % — особи у віці 18—64 років, 20,4 % — особи у віці 65 років та старші. Медіана віку мешканця становила 45,6 року. На 100 осіб жіночої статі у місті припадало 95,1 чоловіків;  на 100 жінок у віці від 18 років та старших — 92,4 чоловіків також старших 18 років.
Середній дохід на одне домашнє господарство  становив 63 157 доларів США (медіана — 48 298), а середній дохід на одну сім'ю — 78 126 доларів (медіана — 64 865). Медіана доходів становила 45 632 долари для чоловіків та 33 889 доларів для жінок. За межею бідності перебувало 7,6 % осіб, у тому числі 10,5 % дітей у віці до 18 років та 6,3 % осіб у віці 65 років та старших.
Цивільне працевлаштоване населення становило 6214 осіб. Основні галузі зайнятості: виробництво — 43,9 %, освіта, охорона здоров'я та соціальна допомога — 19,7 %, роздрібна торгівля — 7,5 %, науковці, спеціалісти, менеджери — 6,2 %.